# Reynel Montoya
Pour les articles homonymes, voir Montoya.
Montoya  Jaramillo est un nom espagnol. Le premier nom de famille, en général paternel, est Montoya ; le second, en général maternel, souvent omis, est Jaramillo.
Reynel Montoya Jaramillo, né le 19 novembre 1959 à San Vicente (département d'Antioquia), est un  coureur cycliste colombien, professionnel entre 1985 et 1991.

## Biographie
Avec sa sélection nationale amateur, il dispute le Tour de l'Avenir en 1984, il le termine à une anonyme 14e place, mais remporte le classement du meilleur grimpeur.
Il ne remporte aucune victoire sur le circuit européen.
En 1985, il fait partie de la première équipe colombienne à participer au Tour d'Italie. Lors de la quatorzième étape, terminant au Gran Sasso, dans un final annoncé comme très sélectif et finalement beaucoup moins que présagé, Franco Chioccioli réussit à résister au retour de Michael Wilson et du groupe des favoris, emmené par Reynel Montoya. Sept jours après cette troisième place, celui-ci termine deuxième lors de l'antépénultième journée s'achevant à Valnontey, dans le Val d'Aoste. À moins de sept kilomètres de l'arrivée, il intègre un groupe de contre-attaquants dont Greg LeMond à la poursuite d'Andy Hampsten. Dans un final roulant, Montoya finit seul mais à une minute de l'Américain. Ce qui lui permet de terminer deuxième au classement des meilleurs grimpeurs.
L'année 1989 peut être considéré comme sa meilleure saison, en regard de ses résultats. Pour son retour dans l'équipe Postobón Manzana, il s'octroie le seul podium de sa carrière au Tour de Colombie qu'il assortit de deux victoires d'étapes. En début de saison, il glane également deux victoires d'étapes au Clásico RCN. De plus, Montoya remporte cette année-là son troisième titre de Champion de Colombie.
Fort de quatre participations au Tour de France, il est contrôlé positif aux amphétamines après la 18e étape du Tour 1991. Il reçoit une suspension de trois mois, une amende et une pénalité de dix minutes au classement général,.
En juin 2002, il est séquestré un peu plus de deux semaines par les guérilleros de l'ELN.

## Équipes[9]
- Amateurs :
  - 1982 :  Freskola[10]
  - 1983 :  Canadá Dry[11]
  - 1984 :  Leche La Gran Vía
- Professionnelles : 
  - 1985 :  Piles Varta - Café de Colombia - Mavic
  - 1986 :  Postobón Manzana - RCN
  - 1987 :  Pony Malta - Bavaria
  - 1988 :  Pony Malta - Bavaria - Avianca
  - 1989 :  Postobón Manzana
  - 1990 :  Postobón Manzana - Ryalcao
  - 1991 :  Postobón Manzana

## Palmarès
- Champion de Colombie sur route
  - Vainqueur en 1987, en 1988 et en 1989.
- Tour de Colombie
  - 1 fois sur le podium (3e en 1989)[12].
  - 2 victoires d'étape en 1989[13].
- Clásico RCN
  - 3 victoires d'étape en 1989[14] et en 1990[15].
- Vuelta a Antioquia
  - Vainqueur en 1983, 1986 et 1987.

## Résultats sur lesgrands tours

### Tour de France
4 participations.
- 1985 : 41e du classement général.
- 1986 : 15e du classement général.
- 1990 : 37e du classement général.
- 1991 : 58e du classement général.

### Tour d'Espagne
2 participations.
- 1986 : abandon lors de la 5e étape.
- 1988 : hors-délai lors de la 7e étape.

### Tour d'Italie
1 participation.
- 1985 : 45e du classement général et 2e du classement du meilleur grimpeur.

## Résultats sur les championnats

### Championnats du monde professionnels
2 participations.
- 1988 : abandon.
- 1989 : abandon.